# Dik Browne
Dik Browne, echte naam Richard Arthur Allan Browne (New York, 11 augustus 1917 - Sarasota (Florida), 4 juni 1989), was een Amerikaanse illustrator en striptekenaar.
Hij werkte in de jaren 1940 als illustrator bij verschillende publicaties, waaronder het weekblad Newsweek, en in de reclamewereld. Hij ontwierp onder andere het eerste logo van de Chiquita-bananen.
In 1954 begon hij in samenwerking met Mort Walker met de stripreeks Hi and Lois rond het echtpaar Hi (voor Hiram) en Lois Flagston. Dit was een spin-off van Walkers populaire strip Beetle Bailey. Walker schreef de verhalen en Browne verzorgde het tekenwerk. In Nederland verscheen deze strip onder de titel De Familie Achterop op de achterzijde van het vrouwentijdschrift Margriet. Voor het Vlaamse weekblad Libelle verscheen de strip onder de naam "De familie Klepkes".
In 1973 creëerde Browne zijn eigen reeks Hägar de Verschrikkelijke, een strip die snel succes kende en in ongeveer 1900 kranten over de hele wereld verschijnt en in talrijke boekuitgaven is herdrukt. De reeks werd in 1988 voortgezet door zijn zoon Chris Browne. Zijn andere zoon, Robert "Chance" Browne, heeft het tekenwerk overgenomen voor Hi & Lois, waarvoor Brian en Greg Walker, de zonen van Mort, de verhalen schrijven.
Dik Browne kreeg tweemaal de Reuben Award van de National Cartoonists Society, die de beste cartoonist van het jaar bekroont: in 1962 voor Hi and Lois (De Familie Achterop) en in 1973 voor Hägar de Verschrikkelijke.